# Waireia stenopetala
Waireia stenopetala – gatunek roślin z monotypowego rodzaju Waireia z rodziny storczykowatych (Orchidaceae). Rośliny występują w Oceanii w Nowej Zelandii, na Nowozelandzkich Wyspach Subantarktycznych i Wyspach Chatham.

## Systematyka
Gatunek sklasyfikowany do podplemienia Megastylidinae w plemieniu Diurideae, podrodzina storczykowe (Orchidoideae), rodzina storczykowate (Orchidaceae), rząd szparagowce (Asparagales) w obrębie roślin jednoliściennych.